# 潘允諧
潘允谐（？—？），字仲和，南直隶扬州府通州人。

## 生平
万历三十七年（1609年）己酉科应天乡试举人，天啓五年（1625年）乙丑科進士，授工部主事，晋虞衡司郎中，官金华府知府。